# 莫洛莫林齊
49°31′59″N 27°12′53″E / 49.53306°N 27.21472°E
莫洛莫林齊（烏克蘭語：Моломолинці）是位於烏克蘭西部的村莊，由赫梅利尼茨基州裡赫梅利尼茨基區的利索維-赫里尼夫齊市鎮負責管轄。該村處於布佐克河畔，面積2.13平方公里，海拔高度288米，2001年人口460。